# Campionat amapaense

Campionat amapaense / Amapá

El Campionat Amapaense és el campionat estatal de futbol d'Amapá.

## Format
- Primera fase
  - Lliga a una volta, cada equip s'enfronta un cop a la resta.
  - Final entre els dos primer classificats.

- Segona fase
  - Lliga a una volta, cada equip s'enfronta un cop a la resta.
  - Final entre els dos primer classificats.

- Tercera fase
  - Si és necessària, eliminatòria a dues voltes entre els campions de les dues fases.

## Campions
Font:
Era amateur
- 1944:  Panair (1)
- 1945:  Amapá (1)
- 1946:  Macapá (2) [a]
- 1947:  Macapá (3)
- 1948:  Macapá (4)
- 1949:  Macapá (5)
- 1950:  Amapá (2)
- 1951:  Amapá (3)
- 1952:  Trem (1)
- 1953:  Amapá (4)
- 1954:  Macapá (6)
- 1955:  Macapá (7)
- 1956:  Macapá (8)
- 1957:  Macapá (9)
- 1958:  Macapá (10)
- 1959:  Macapá (11)
- 1960:  Santana (1)
- 1961:  Santana (2)
- 1962:  Santana (3)
- 1963:  CEA (1)
- 1964:  Juventus (AP) (1)
- 1965:  Santana (4)
- 1966:  Juventus (AP) (2)
- 1967:  Juventus (AP) (3)
- 1968:  Santana (5)
- 1969:  Macapá (12)
- 1970:  São José (1)
- 1971:  São José (2)
- 1972:  Santana (6)
     i  São José (3)
- 1973:  Amapá (5)
- 1974:  Macapá (13)
- 1975:  Amapá (6)
- 1976:  Ypiranga (1)
- 1977:  Guarany (1)
- 1978:  Macapá (14)
- 1979:  Amapá (7)
- 1980:  Macapá (15)
- 1981:  Macapá (16)
- 1982:  Independente (1)
- 1983:  Independente (2)
- 1984:  Trem (2)
- 1985:  Santana (7)
- 1986:  Amapá (8)
- 1987:  Amapá (9)
- 1988:  Amapá (10)
- 1989:  Independente (3)
- 1990:  Amapá (11)

Era professional
- 1991:  Macapá (17)
- 1992:  Ypiranga (2)
- 1993:  São José (4)
- 1994:  Ypiranga (3)
- 1995:  Independente (4)
- 1996: no es disputà
- 1997:  Ypiranga (4)
- 1998:  Aliança (1)
- 1999:  Ypiranga (5)
- 2000:  Santos (AP) (1)
- 2001:  Independente (5)
- 2002:  Ypiranga (6)
- 2003:  Ypiranga (7)
- 2004:  Ypiranga (8)
- 2005:  São José (5)
- 2006:  São José (6)
- 2007:  Trem (3)
- 2008:  Cristal (1)
- 2009:  São José (7)
- 2010:  Trem (4)
- 2011:  Trem (5)
- 2012:  Oratório (1)
- 2013:  Santos (AP) (2)
- 2014:  Santos (AP) (3)
- 2015:  Santos (AP) (4)
- 2016:  Santos (AP) (5)
- 2017:  Santos (AP) (6)
- 2018:  Ypiranga (9)
- 2019:  Santos (AP) (7)
- 2020:  Ypiranga (10)
- 2021:  Trem (6)
- 2022:  Trem (7)
- 2023:  Trem (8)
- 2024:  Trem (9)

1. ↑  Anteriorment anomenat Panair.

## Títols per equip
- Esporte Clube Macapá (Macapá) 17 títols
- Amapá Clube (Macapá) 11 títols
- Ypiranga Clube (Macapá) 10 títols
- Trem Desportivo Clube (Macapá) 9 títols
- Santana Esporte Clube (Santana) 7 títols
- Sociedade Esportiva Recreativa São José (Macapá) 7 títols
- Santos Futebol Clube (AP) (Macapá) 7 títols
- Independente Esporte Clube (Santana) 5 títols
- Juventus Esporte Clube (Macapá) 3 títols
- Clube Atlético Aliança (Santana) 1 títol
- CEA Clube (Macapá) 1 títol
- Cristal Atlético Clube (Macapá) 1 títol
- Guarany Atlético Clube (Macapá) 1 títol
- Oratório Recreativo Clube (Macapá) 1 títol